# Toyo uke Corona
Toyo uke Corona est une corona, formation géologique en forme de couronne, située sur la planète Vénus par -62,5° S et 41,5° E. Elle est localisée dans le quadrangle de Lada Terra. Elle a été nommée en référence à Toyo uke, déesse de la fertilité shintoïste.

## Géographie et géologie
Toyo uke Corona couvre une surface circulaire d'environ 300 km de diamètre. 